# Ingress Media
Ingress Media (org. nr. 556005-8603) var ett helägt dotterbolag till Tidningsbolaget Promedia i Mellansverige.
VD var Bengt Olof Larsson. Styrelseordförande var Thomas Wilson.

## Historik
Aktiebolaget bakom Ingress Media hade sitt ursprung i Constantin Lindgrens grundande av Sala Allehanda och Avesta Tidning åren 1879 och 1882. När Lindgren dog år 1885 övertogs rörelsen av högskoleföreståndare Teodor Holmgren och redaktör Julius Fredrik Ågren. De fortsatte utgivningen under namnet Ågren & Holmbergs Boktryckeri. Efter Ågrens död 1901 köpte Holmgren resten av företaget. Han sålde i november 1904 företaget till ett konsortium lett av stadsfiskal Emil J. Ekbom. I samband med detta bolagiserades verksamheten som Ågren & Holmbergs Boktryckeri AB.
År 1938 startade Ågren & Holmbergs Boktryckeri tidningen Västanfors-Fagersta Tidning. Den uppgick år 1948 i konkurrerande Fagersta-Posten, utgiven av Dalarnes tidnings- och boktryckeriaktiebolag (DTBAB) i Hedemora. Den sammanslagna tidningen fortsatte att ges ut av DTBAB fram till den 30 september 1963 när den fördes över till Ågren & Holmbergs Boktryckeri. En liknande sammanslagning skedde 1 november 1951 när DTBAB:s tidning Avesta-Posten gick upp i Ågren & Holmbergs Avesta Tidning.
År 1981 sålde dåvarande ägaren familjen Bengtsson Ågren & Holmbergs Boktryckeri med dess tre tidningar till Vestmanlands Läns Tidnings AB, som ägde konkurrerande Vestmanlands Läns Tidning (VLT) samt Bärgslagsbladet/Arboga Tidning (Bbl/AT).
Vid årsskiftet 1994/1995 fördes Bbl/AT över till Ågren & Holmbergs Boktryckeri AB som samtidigt bytte namn till Ingress Media AB för att skapa ett sammanhållet och rationellt bolag för VLT-koncernens lokaltidningar i Västmanlands län.
Företaget skapade rubriker 1999/2000 när de flesta redigerare och fotografer sades upp. Kvarvarande redaktionell personal övergick alla till att bli så kallade multijournalister. Det innebär att alla journalister både redigerar och fotograferar till sina egna artiklar. Från början skulle också alla skriva om alla ämnen, men det arbetssättet frångicks ganska snabbt.
VLT AB uppgick väsentligen i Promedia år 2007. Ingress Media stod kvar som förlag för tidningarna fram till utgången av 2010. Därefter överfördes utgivningen till Promedia.

## Ingress Media gav ut fem dagstidningstitlar
- Arboga Tidning
- Avesta Tidning
- Bärgslagsbladet
- Fagerstaposten
- Sala Allehanda

## Chefredaktör och ansvarig utgivare
När tidningar tillhörde Ågren & Holmberg/Ingress hade de huvudsakligen en gemensam chefredaktör/huvudredaktör och ansvarig utgivare:
- Julius Fredrik Ågren, –1901
- Per August Söderholm, 1901–1922
- Ernst Sigfrid Hansson Leonardh, 1922–1929
- Frans Johan Georg Sylwan, 1929–1932
- Karl Alfred Lindén, 1932–1964
- Kurt Lennart Valdemar Nilsson, 1964-1984
- Bertil Ingvar Dahlqvist, 1984–1991
- Kent Folke Karlsson, 1991–1999
- Göran Lundberg, huvudredaktör och ansvarig utgivare, 1999–2009.
- Bengt Larsson, ansvarig utgivare, 2009–2012.
- Thelma Kimsjö, 2012–2016

Under en period stod bolagets vd som utgivare, Emil Jakob Ekbom 1932–1938 och därefter Charles Petrus Axel Söderström fram till 1975. Bbl/AT hade egen utgivare 1997–2000 och egen redaktör 1997–2012.